# JUAL
JUAL A/S er en dansk producent af forskellige produkter til tag og facade i metal og plast. Virksomheden har hovedkvarter og fabrik i Juelsminde med ca. 220 ansatte. De omsætter årligt for 475 mio. kr. (2024). JUAL blev etableret af blikkenslager Svend Jørgensen i 1968. I 70'erne og 80'erne producerede de bygningsprofiler i aluminium. I 80'erne begyndte de at producere tagbrønde. I 90'erne begyndte de at producere tagpap og tagfolie. I dag er virksomheden ejet af Anders Jørgensen.